# Linked Data Platform
La Linked Data Platform (LDP) è una specifica relativa ai linked data che definisce una serie di modelli di integrazione delle applicazioni per la creazione di servizi HTTP RESTful che gestiscono in modo intelligente i documenti RDF. Dal giugno 2012 al giugno 2014, un gruppo di lavoro del W3C si è riunito per pubblicare la specifica che, il 26 febbraio 2015, è stata approvata come  W3C Recommendation con il nome W3C Linked Data Platform 1.0.
La Linked Data Platform permette l'uso di HTTP RESTful per utilizzare, creare, aggiornare e cancellare risorse RDF e non RDF.  Inoltre, è definito un insieme di costrutti "contenitori", in cui i documenti possono essere aggiunti con un rapporto tra il contenitore e l'oggetto simile al rapporto tra un blog e i relativi post che lo costituiscono.